# Military Bowl 2016
Match précédent Match suivant
Le Military Bowl 2016 est un match de football américain de niveau universitaire joué après la saison régulière de 2016, le 27 décembre 2016 au Navy-Marine Corps Memorial Stadium
d'Annapolis dans l'état du Maryland aux États-Unis.
Il s'agissait de la 9e édition du Military Bowl.
Le match a mis en présence les équipes de Temple issue de l'American Athletic Conference et de Wake Forest issue de l'Atlantic Coast Conference.
Il a débuté à 15 h 35 locales (UTC−06:00) et a été retransmis en télévision sur ESPN.
Sponsorisé par la société Northrop Grumman, le match fut officiellement dénommé le Military Bowl 2016 presented by Northrop Grumman.
Wake Forest gagne le match sur le score de 34 à 26.

## Présentation du match
| Équipes                                                                                            | Conférences | Entraîneurs  | Stats. saison rég. | Classements avant le bowl CFP-AP-Coaches |
| -------------------------------------------------------------------------------------------------- | ----------- | ------------ | ------------------ | ---------------------------------------- |
| Owls de Temple                                                                                     | AAC         | Ed Foley     | 10 - 3             | 24-23-24                                 |
| Demon Deacons de Wake Forest                                                                       | ACC         | Dave Clawson | 6 - 6              | NC                                       |
| Arbitre : Kevin Stine (Sun Belt) Équipe donnée favorite par les bookmakers : Temple par 13 points. |             |              |                    |                                          |

Il s'agit de la 2e rencontre entre ces deux équipes. Le premier match s'est déroulé le 1er novembre 1930 et ce sont les Owls de Temple qui ont remporté le match 36 à rien.

### Owls de Temple
Avec un bilan global en saison régulière de 10 victoires et 3 défaites, Temple est éligible et accepte l'invitation pour participer au Military Bowl de 2016.
Ils terminent 1er de la East Division de l'American Athletic Conference, avec un bilan en division de 7 victoires et 1 défaites.
À l'issue de la saison 2016 (bowl non compris), ils seront classés 24e aux classements CFP et AP et 23e au classement Coaches.
À l'issue de la saison 2016 (bowl compris), ils n'apparaissent plus dans les classements.
Il s'agit de leur toute 1re apparition au Military Bowl.

### Demon Deacons de Wake Forest
Avec un bilan global en saison régulière de 6 victoires et 6 défaites, Wake Forest est éligible et accepte l'invitation pour participer au Military Bowl de 2016.
Ils terminent 5e de la l'Atlantic Division de l'Atlantic Coast Conference derrière Clemson, Louisville, Florida State et NC State, avec un bilan en division de 3 victoires et 5 défaites.
À  l'issue de la saison 2016 (bowl compris ou pas), ils n'apparaissent pas dans les classements CFP , AP et Coaches.
Il s'agit de leur 2e participation au Military Bowl. Ils avaient gagné le Military Bowl 2008, 29 à 19 en battant les Midshipmen de la Navy.

## Résumé du match
Résumé en français, photos et vidéo du match sur The Blue Pennant.
Début du match à 15 h 35 heure locale, fin à 19 h 01 pour une durée totale de 3 h 26 min.
Température de 17,2 °C, vent d'ouest de 8 à 16 km/h, ciel partiellement nuageux.
| QT          | Temps       | Drive       | Drive       | Drive       | Équipe      | Description de l'action | Score | Score |
| QT          | Temps       | Jeux        | Yards       | TDP         | Équipe      | Description de l'action | TEM   | WF    |
| ----------- | ----------- | ----------- | ----------- | ----------- | ----------- | --- | ----- | ----- |
| 1           | 13:33       | 1           | 48          | 00:09       | TEM         | TD de 48 yards par WR Jennings Adonis à la suite d'une réception de passe de QB Walker Phillip + 1 point de conversion par K Boumerhi Aaron | 7     | 0     |
| 1           | 08:37       | 4           | 60          | 01:06       | WF          | TD de 41 yards par TE Serigne Cam à la suite d'une réception de passe de QB Wolford John + 1 point de conversion par K Weaver Mike          | 7     | 7     |
| 1           | 05:20       | 4           | 54          | 00:57       | WF          | TD de 20 yards par WR Hines Tabary à la suite d'une réception de passe de QB Wolford John + 1 point de conversion par K Weaver Mike         | 7     | 14    |
| 2           | 12:26       | 1           | 11          | 00:08       | WF          | TD à la suite d'une course de 11 yards par RB Carney Cade + 1 point de conversion par K Weaver Mike                                         | 7     | 21    |
| 2           | 08:34       | 10          | 62          | 02:08       | WF          | FG de 25 yards par K Weaver Mike | 7     | 24    |
| 2           | 03:02       | 9           | 39          | 02:34       | WF          | TD à la suite d'une course de 3 yards par RB Colburn Mat + 1 point de conversion par K Weaver Mike                                          | 7     | 31    |
| 2           | 00:04       | 11          | 57          | 02:58       | TEM         | FG de 45 yards par K Boumerhi Aaron | 10    | 31    |
| 3           | 14:08       | 3           | 75          | 00:52       | TEM         | TD de 58 yards par WR Jennings Adonis à la suite d'une réception de passe de QB Walker Phillip + 1 point de conversion par K Boumerhi Aaron | 17    | 31    |
| 3           | 03:51       | 11          | 74          | 05:13       | TEM         | FG de 24 yards par K Boumerhi Aaron | 20    | 31    |
| 4           | 09:36       | 8           | 44          | 03:14       | TEM         | FG de 32 yards par K Boumerhi Aaron | 23    | 31    |
| 4           | 03:56       | 10          | 56          | 03:39       | TEM         | FG de 38 yards par K Boumerhi Aaron | 26    | 31    |
| 4           | 01:59       | 4           | 3           | 01:57       | WF          | FG de 30 yards par K Weaver Mike | 26    | 34    |
| Score final | Score final | Score final | Score final | Score final | Score final | Score final | 26    | 34    |

## Statistiques
| Statistiques par équipe                |               |               |
| Statistiques                           | TEM           | WF            |
| 1er down                               | 21            | 22            |
| 1er down à la course                   | 5             | 10            |
| 1er down à la passe                    | 14            | 11            |
| 1er down suite pénalité                | 2             | 1             |
| Conversion de 3e down                  | 1/12          | 6/14          |
| Conversion de 4e down                  | 1/2           | 0/0           |
| Jeux–yards                             | 72/376        | 72/368        |
| Yards à la course (moyenne)            | 23/-20 (-0.9) | 43/125 (2.9)  |
| Yards à la passe                       | 396           | 243           |
| Passes : Réussies-Tentées-Interceptées | 28/49, 1 int. | 14/29, 2 int. |
| Réussite en zone rouge/chances         | 4/4           | 5/5           |
| TD                                     | 2             | 4             |
| Field Goals                            | 4/4           | 2/2           |
| Sacks (Nombre-Yards gagnés)            | 3-23          | 4-59          |
| Fumbles (Nombre/Perdus)                | 3/1           | 2/0           |
| Pénalités (Nombre/Yards perdus)        | 4-35          | 7-68          |
| Temps de possession                    | 30:57         | 29:03         |

| Meilleur joueur (MVP) |             |       |
| Nom                   | Équipe      | Poste |
| Thomas Brown          | Wake Forest | LB    |

| Statistiques individuelles |                   |                                                |
| Quaterbacks                |                   |                                                |
| TEM                        | Walker Phillip    | 28/49, 1 int., 396 yards, 2 TDs, 4 sacks subis |
| WF                         | Kearns Kyle       | 4/10, 1 int., 60 yards, 0 TD, 0 sack subi      |
| WF                         | Wolford John      | 10/19, 1 int., 183 yards, 2 TDs, 3 sacks subis |
| Meilleurs coureurs         |                   |                                                |
| TEM                        | Thomas Jahad      | 7 courses pour 35 yards nets gagnés, 0 TD      |
| WF                         | Carney Cade       | 17 courses pour 71 yards nets gagnés, 1 TD     |
| Meilleurs receveurs        |                   |                                                |
| TEM                        | Bryant Ventell    | 11 réceptions pour 151 yards, 0 TD             |
| WF                         | Washington Scotty | 5 réceptions pour 57 yards, 0 TD               |
| Meilleurs tackleurs        |                   |                                                |
| TEM                        | Robinson Averee   | 4 tacles solo, 5 assistes et 1 sack            |
| WF                         | Battes Jessie     | 5 tacles en solo et 2 assistes                 |